# سيد باس (شخصية أعمال)
سيد باس (بالإنجليزية: Sid Richardson Bass)‏ هو شخصية أعمال أمريكي، ولد في 9 أبريل 1942 في فورت وورث في الولايات المتحدة.

## وصلات خارجية
- سيد باس على موقع إن إن دي بي (الإنجليزية)